# برج سنتيناريو
برج سنتيناريو ((بالإنجليزية: Centenario)‏ (بالإسبانية: Torre Centenario)‏) هو مبنى مكاتب ويعتبر من ناطحات السحاب في سانتياغو عاصمة تشيلي.
تم الانتهاء منه عام 2000 ويتكون من 31 طابقا، 5 منها قبو. تبلغ مساحتها 48500 م² وارتفاعها 371 قدمًا (112 مترًا).